# 魏尔施特拉斯判别法
魏尔施特拉斯判别法是一个类似于比较审敛法的判别法，可以用于判断函数项级数的收敛性。
假设{\displaystyle \{f_{n}\}}是定义在集合{\displaystyle A}内的一个实数或复数函数的数列，并存在正的常数{\displaystyle M_{n}}，使得
{\displaystyle |f_{n}(x)|\leq M_{n}}
对于所有的{\displaystyle n}≥{\displaystyle 1}和{\displaystyle A}内所有的{\displaystyle x}。进一步假设级数
{\displaystyle \sum _{n=1}^{\infty }M_{n}}
收敛。那么级数 
{\displaystyle \sum _{n=1}^{\infty }f_{n}(x)}
在{\displaystyle A}内一致收敛（常规意义下，以一致收敛的柯西逼近形式證明）。
如果函数{\displaystyle \{f_{n}\}}的陪域是任何一个巴拿赫空间，则魏尔施特拉斯判别法的一个更一般的形式仍然成立，但要把
{\displaystyle |f_{n}|\leq M_{n}}
换成 
{\displaystyle ||f_{n}||\leq M_{n}},
其中{\displaystyle ||\cdot ||}是巴拿赫空间的范数。
范数的选取方法与结果一般无关。